# Odrodzone Królestwo Hanthawaddy
Odrodzone Królestwo Hanthawaddy (birm. ဟံသာဝတီ ပဲခူး တိုင်းပြည်) – królestwo władające terenem Dolnej Birmy i częścią obszaru Górnej Birmy od roku 1740 do 1757. Powstało w konsekwencji buntu Monów, którzy w tym okresie stanowili większość ludności Dolnej Birmy, przeciwko birmańskiemu królestwu Toungoo z Ava w Górnej Birmie. Skutkiem rebelii było odrodzenie upadłego mońskiego Królestwa Hanthawaddy, które władało obszarem Dolnej Birmy od roku 1287 do 1539. Wspierane przez Francuzów, nowo powstałe królestwo szybko wykroiło dla siebie przestrzeń w Dolnej Birmie i kontynuowało ekspansję w kierunku północy. W kwietniu 1752 r. jego armia zdobyła Ava kończąc w ten sposób żywot liczącej 266 lat dynastii Toungoo.
Wyzwaniem dla sił z południa stało się założenie w Górnej Birmie przez Alaungpayę nowej dynastii zwanej Konbaung i rozpoczęcie przez nią w grudniu 1753 r. podboju Górnej Birmy. Po tym, gdy dokonany przez Hanthawaddy najazd na Górną Birmę zakończył się w roku 1754 porażką, królestwo zaczęło się rozpadać. Jego przywódca wykonał samobójcze kroki mordując królewską rodzinę Toungoo i prześladując rodowitych Birmańczyków na południu, co tylko wzmocniło Alaungpayę. W 1755 r. Alaungpaya najechał Dolną Birmę. Siły Konbaung zajęły w maju 1755 r. deltę Irawadi, w lipcu 1756 r. broniony przez Francuzów port Thanlyin i w końcu, w maju 1757 r. stolicę królestwa – Pegu.
Upadek Odrodzonego Królestwa Hanthawaddy był początkiem końca trwającej od wieków dominacji Monów w dolnej Birmie. Akcje odwetowe armii Konbaung zmusiły tysiące Monów do ucieczki do Syjamu. Do początku XIX w. asymilacja, mieszane małżeństwa i masowa migracja birmańskich rodzin z północy spowodowały spadek liczebności populacji Monów do rozmiarów niewielkiej mniejszości.

## Powstanie królestwa
Rebelia na południu stanowiła dla utrzymującej się już ostatkiem sił dynastii Taungngu najpoważniejsze zagrożenie. Jej słabi królowie nie byli w stanie powstrzymać ciągłych najazdów na dolinę rzeki Czinduin dokonywanych przez siły Manipuru począwszy od roku 1724, ani stłumić trwającej od 1727 r. dokuczliwej rebelii w Lanna na wschodzie. Około listopada 1740 r. wodzowie Monów wybrali mówiącego po mońsku i mającego moński tytuł Smim Htaw Buddhaketi pochodzącego z linii królewskiej Birmańczyka na króla Hanthawaddy. W 1742 r. armia Hanthawaddy rozpoczęła coroczne najazdy wzdłuż rzeki Irawadi sięgające w jej górę aż do Ava. Około roku 1745 królestwo Hanthawaddy kontrolowało większość Dolnej Birmy oraz część Górnej Birmy aż do Pyain i Taungngu. (Nowe królestwo nie miało władzy nad północną częścią wybrzeża Taninthayi. Władcy Martabanu i Tawè zwrócili się o opiekę do Syjamu i otrzymali ją).
Działania wojenne o niewielkiej intensywności ciągnęły się do listopada 1751 r., kiedy Binnya Dala, który zastąpił na tronie Smim Htawa w 1747 r., rozpoczął na pełną skalę najazd na Górną Birmę. Armie Hanthawaddy posuwały się stopniowo na północ aby ostatecznie, w marcu 1752 r., zająć stołeczne miasto Ava. Królewska rodzina została deportowana do Pegu. Sądząc błędnie, że Górna Birma została zwyciężona, wodzowie Hanthawaddy powrócili przedwcześnie do Pegu pozostawiając jedynie trzecią część swoich sił pod dowództwem gen. Dalabana w celu stłumienia resztek oporu.

## Upadek
Nieuniknione było szybkie ujawnienie się oporu Birmańczyków. W marcu 1752 r. Aung Zeya, naczelnik wsi Moksobo, założył dynastię Konbaung przyjmując tytuł Alaungpaya i zaczął walczyć z mońską okupacją. Alaungpaya zdobywał szybko zwolenników w całej Górnej Birmie. W grudniu 1752 r. odbił on całą Górną Birmę na północ od Ava, a rok później także samo miasto. W marcu 1754 r. Binnya Dala najechał Górną Birmę wszystkimi swoimi siłami. Początkowo odniósł sukces rozpoczynając oblężenie Ava i posuwając się daleko w głąb kraju, jednak ostatecznie ofensywa załamała się i Monowie musieli wycofać się ponosząc ciężkie straty.
Po poniesionej porażce przywódcy Hanthawaddy zaczęli eskalować autodestrukcyjną politykę polaryzacji etnicznej na południu kraju. Zamordowali oni zakładników wziętych w Ava, w tym ostatniego króla Taungngu, i zaczęli wymagać, aby wszyscy Birmańczycy na południu nosili kolczyk z pieczęcią następcy tronu Pegu oraz aby ścinali włosy na modłę mońską, jako znak swojej lojalności.
W r. 1755 Alaungpaya zaczął napierać na południe zajmując deltę Irawadi w kwietniu oraz Dagon (obecnie Rangun) w maju. Bronione przez Francuzów portowe miasto Thanlyin zostało zdobyte dopiero po 14-miesięcznym oblężeniu w lipcu 1756 r. wraz z ustaniem francuskiego wsparcia nadszedł koniec królestwa. Stołeczne Pegu padło 6 maja 1757 r.

## Spuścizna
Upadek królestwa oznaczał koniec niezależności Monów oraz ich wielowiekowej dominacji w Dolnej Birmie. Prowadzone na południu kraju przez armie Konbaung chaotyczne grabieże zmusiły tysiące Monów do ucieczki do Syjamu. Na terenie delty zaczęły osiedlać się rodziny rodowitych Birmańczyków z północy. Do początku XIX w. asymilacja, mieszane małżeństwa i masowa migracja birmańskich rodzin z północy spowodowały spadek liczebności populacji Monów do rozmiarów niewielkiej mniejszości.